# Акчуринский
Акчуринский — остановочный пункт Пензенского региона Куйбышевской железной дороги. Расположена в городе Барыш Барышского района Ульяновской области. Располагается на электрифицированной двухпутной линии Инза — Новообразцовое. Начало эксплуатации — 1898 год .

## История
В 1895 году было дано разрешение обществу Московско-Казанской железной дороги на строительство участка Рузаевка — Батраки (ныне Октябрьск), которое закончилось в 1898 году, а у села Гурьевка (с 1954 — г. Барыш), где находилась суконная фабрика Тимербулата Акчурина, которую он получил в наследство от отца, открылся железнодорожный тупик «Акчурин» . До 1918 года станция была как отдельное поселение с двумя жилыми домами, в которых жило 6 человек — семьи обслуживающие железнодорожную инфраструктуру. В 1918 году тупик «Акчурин» был преобразован в разъезд «Акчуринский».
В Гражданскую войну в окрестностях Гурьевки шли упорные бои частей Инзенской дивизии. В августе 1918 года на разъезде «Акчуринский» находился штаб дивизии, в котором был командующий 1-й армии М. Н. Тухачевский .
Здание ж/д станции «Акчуринский» — объект культурного наследия регионального значения.

## Деятельность
На станции осуществляются:
- Посадка и высадка пассажиров на (из) поезда пригородного и местного сообщения. Приём и выдача багажа не производятся.

## Пассажирское сообщение
Через станцию производятся пассажирские перевозки в Поволжье, Казахстан, на Южный Урал. Ежедневно отправляются пригородные поезда на Инза — Сызрань I .